# I've Been Waiting for This Night
I've Been Waiting for This Night (srp. Čekao sam ovu noć) je pesma litvanskog pevača Donija Montela. Pesmu su napisali Džonas Tander i Beatris Robertson i predstavljala je Litvaniju na Pesmi Evrovizije 2016. Pesma je objavljena za digitalno preuzimanje 8. marta 2016. preko UAB "Gyva Muzika". Na samom takmičenju, pesma se takmičila u drugom polu-finalu koje je održano 12. maja 2016 i kvalifikovala se u finale. Doni je u finalu zauzeo 9. mesto.